# Estonia en los Juegos Europeos de Cracovia 2023
Estonia participó en los Juegos Europeos de Cracovia 2023 con un equipo de 105 deportistas. Responsable del equipo nacional fue el Comité Olímpico Estonio.

## Medallistas
El equipo de Estonia obtuvo las siguientes medallas:
| Nombre                     | Deporte       | Competición                |
| -------------------------- | ------------- | -------------------------- |
| Oro                        |               |                            |
| Astrid Grents              | Muay thai     | –60 kg F                   |
| Robin Jäätma Lisell Jäätma | Tiro con arco | Compuesto por equipo mixto |
| Plata                      |               |                            |
| Rasmus Mägi                | Atletismo     | 400 m vallas               |
| Bronce                     |               |                            |
| —                          |               |                            |